# Alonso de Camargo
Alonso de Camargo fou un navegant espanyol del segle xvi.
Va sortir de Sevilla l'agost de 1539 amb l'expedició encomanada a fra Francisco de Ribera, composta per 3 naus, per explorar els passos de l'estret de Magallanes i colonitzar la Terra del Foc. L'expedició va ser pagada pel bisbe de Plasència Gutierre de Vargas Carvajal (1506-1559).

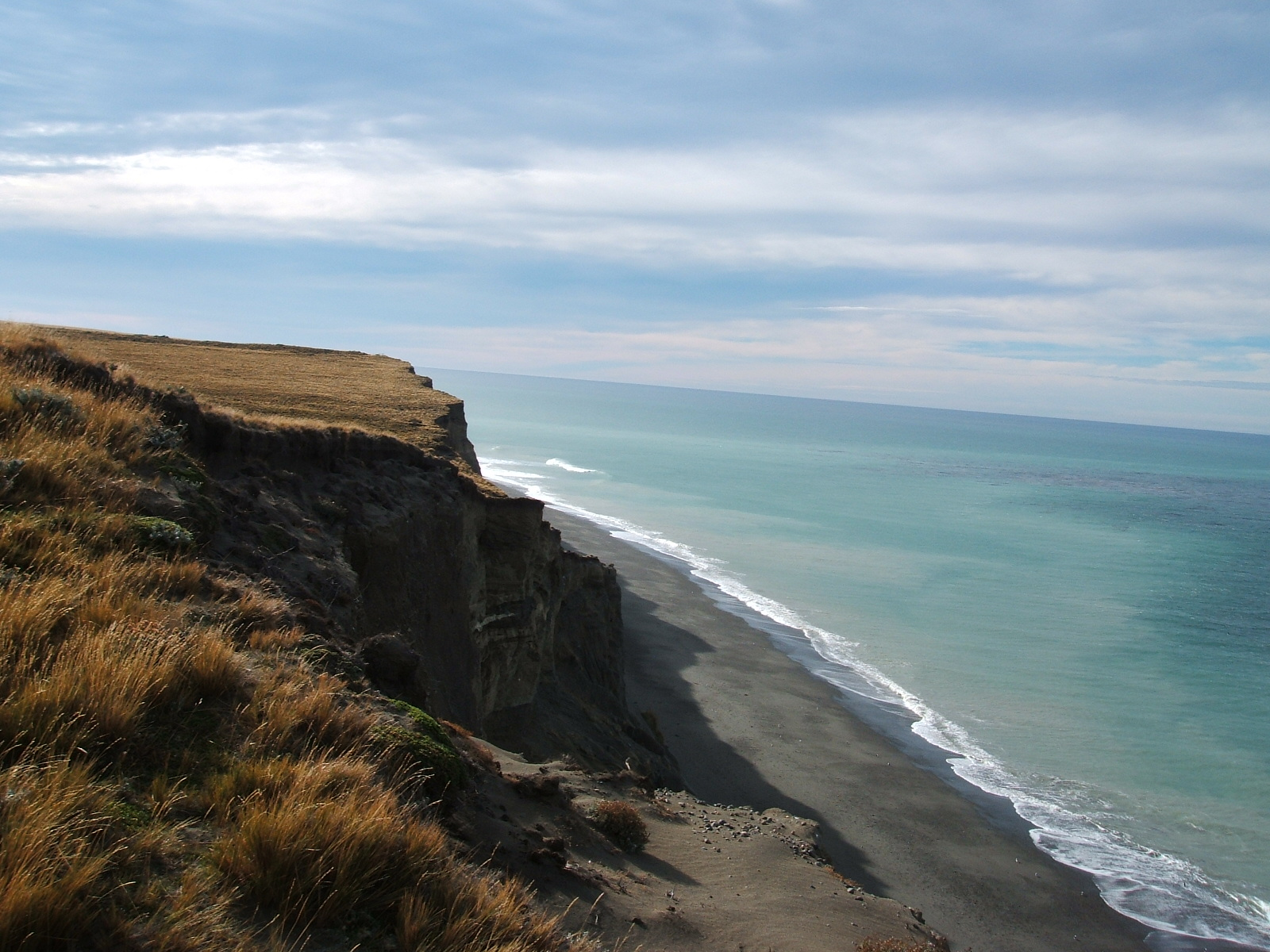
Cap Vírgenes.

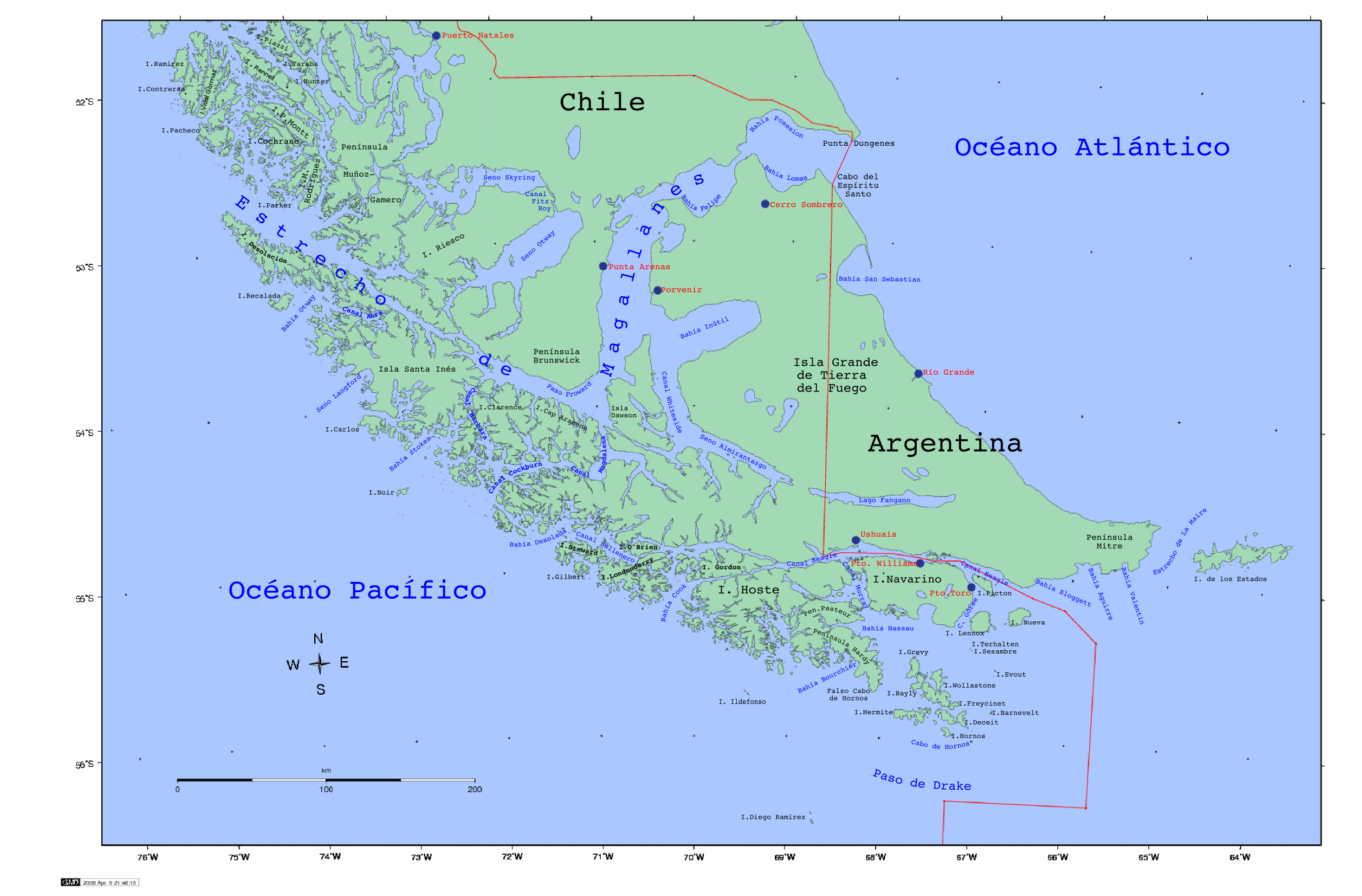
Estret de Magallanes, el qual aconseguí creuar Alonso de Camargo.

En arribar al cap Vírgenes, el 12 de gener de 1540, fondejaren les naus, però un dur vent se'ls emportà més de 60 llegües mar enfora. La nau comandada per Alonso de Camargo arribà al que es creu que són les illes Malvines.
En endinsar-se, el 20 de gener, a l'estret, passen el primer tram estret, i en afrontar el segon, amb un mar agitat i un vent huracanat es perd la nau capitana, salvant-se la tripulació (150 homes), juntament amb Francisco de Ribera, que aconsegueixen arribar a la costa en vaixells però queden abandonats a la seva sort a la riba de l'estret. Es van internar terra endins, a la Patagònia, tenint com a cap al capità Sebastián de Argüello, ja que Francisco de Ribera moriria ben aviat. D'ells es diu que van ser els fundadors d'una ciutat de la Patagònia, la ciutat dels Cèsars, anomenada també Trapalanda o Ciutat Encantada. Les històries i llegendes sobre la sort d'aquests nàufrags van començar a córrer per Xile, Buenos Aires i el Tucumán. Hi va haver indis que asseguraren haver estat amb Argüello i altres companys de fra Francisco. El 1589 el governador de Tucumán, Juan Ramírez de Velazco, pren testimoni a uns indis que diuen haver vist als de Trapalanda a la seva ciutat meravellosa. Dos mariners van estar per Xile queixant-se d'haver estat expulsats de la Ciutat Encantada el 1620. La veritat és que històricament no s'ha pogut comprovat.

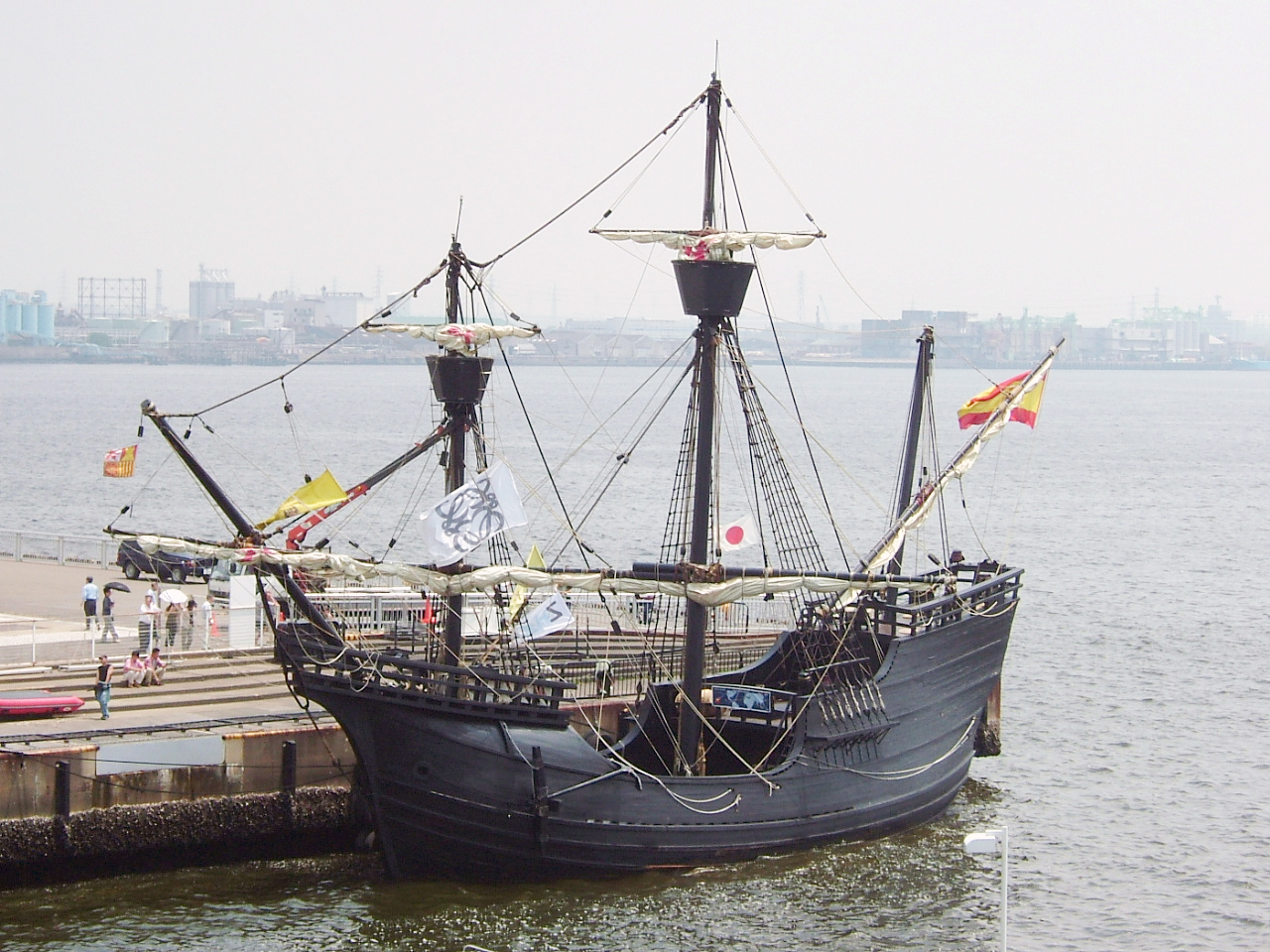
Nau Victòria (rèplica), amb la qual Fernando de Magallanes va creuar l'estret el 1522, similar a la nau Incògnita d'Alonso de Camargo.

La segona nau, sota el comandament de Gonzalo de Alvarado, un veterà del Plata, lluità durant dies contra el vent i l'onatge i, després de trencar l'àncora, es va veure obligat a passar 6 mesos al cap Vírgenes, des d'on tornà a Espanya el novembre de 1540.
La tercera nau, el nom de la qual s'ha perdut i que alguns historiadors anomenen la Incògnita, al comandament de Camargo va poder passar l'estret, albirar les costes de Chiloé i va aconseguir arribar a Arequipa (Perú)., Allà es perd de vista a Alonso de Camargo, desconeixent el lloc de la seva mort.